# Moussa Koïta
Pour les articles homonymes, voir Koïta (homonymie).
Ne doit pas être confondu avec Moussa Koita.
Moussa Koita né en 1983 à Bobo-Dioulasso au Burkina Faso, est un artiste chanteur multi-instrumentiste, auteur compositeur et griot burkinabè. Il évolue dans le style AfroWorldFusion, mêlant musique traditionnelle, reggae, rock ou encore blues,,.

## Biographie

### Enfance et études
Moussa Koita est né au Burkina Faso à Bobo- Dioulasso, Il est originaire d'une famille de griots. Il est plongé dans le monde de la musique dès son plus jeune âge, et réside dans la même cour que le chanteur Victor Démé qui devient son premier formateur. À l'âge de 8 ans, il devient choriste accompagnateur de Victor Démé. Il joue ensuite avec le groupe Djéliya à Bobo-Dioulasso, à cette même période, il est initié au jeu des instruments traditionnels auprès de sa famille d'abord et plus tard auprès du grand maître de percussion Adama Drame. Il finit par se consacrer uniquement à la musique, et apprend aussi la guitare et le clavier.

### Carrière
À l'âge de 15 ans, il a déjà joué sur plusieurs  scènes à Bobo-Dioulasso sur lesquelles il donne de nombreuses représentations, notamment avec les groupes Privilèges, Gonkoro. Plus tard, il effectue des tournées régulières en Europe avec la chanteuse kady Diarra, sa tante et également avec le groupe Wuiwa en France, en tant que choriste musicien. Moussa Koita est un musicien  qui n'a de cesse de jouer et de vivre sa musique, ouvert à tous les styles musicaux, son ouverture, et sa polyvalence lui permettent d'acquérir plusieurs cordes à son arc et de s'intégrer à des productions diversifiées. Tour à tour et depuis plusieurs années, il collabore avec de nombreuses productions musicales réalisées sur Bobo et Ouagadougou. Il est artiste, arrangeur, musicien pour des compagnies de danse contemporaine, musicien accompagnateur pour des contes et textes de théâtre. Installé récemment à Paris il fait partie du groupe Donko avec Abou Diarra, et le groupe Lobotonics, il prépare parallèlement son propre album Ayé à sortir prochainement.

## Discographie personnelle
- 2021 : Setou Setou : Comptines du Burkina Faso ;
- 2024 : Ayé.